# NGC 7
NGC 7 (również PGC 627) – galaktyka spiralna z poprzeczką (SBc), znajdująca się w gwiazdozbiorze Rzeźbiarza. Została odkryta 27 września 1834 roku przez Johna Herschela.